# Vic Hadfield
Victor Edward „Vic“ Hadfield (* 4. Oktober 1940 in Oakville, Ontario) ist ein ehemaliger kanadischer Eishockeyspieler. Der linke Flügelstürmer absolvierte zwischen 1961 und 1977 über 1000 Spiele für die New York Rangers und Pittsburgh Penguins in der National Hockey League. Bei den Rangers, die er zudem drei Jahre als Kapitän anführte, ist seine Trikotnummer 11 gesperrt. Mit der kanadischen Nationalmannschaft nahm er an der Summit Series 1972 teil.

## Karriere
Vic Hadfield ging während seiner Juniorenzeit von 1958 bis 1960 für die St. Catharines Teepees in der Ontario Hockey Association aufs Eis, mit denen er 1960 den J. Ross Robertson Cup, die Meisterschaft der OHA, und den Memorial Cup gewann. Während dieser Zeit galt Hadfield als Enforcer, der das körperbetonte Spiel bevorzugte, während er sich in seiner späteren Laufbahn vielmehr zum Scorer entwickelte, obwohl er seine physisch betonte Spielweise beibehielt. Ursprünglich hatte Hadfield einen Vertrag bei den Chicago Black Hawks unterschrieben, bevor ihn die New York Rangers am 13. Juni 1961 beim Intra-League Draft auswählten, bei denen der Stürmer die Rückennummer 11 erhielt. In den ersten Jahren bei den Rangers überzeugte der Linksschütze noch nicht als Scorer, sodass diese ihn während der Saison 1962/63 zu den Baltimore Clippers in die American Hockey League schickten. 1965 wurde der erstmals fürs NHL All-Star Game nominiert, dieselbe Ehrung wurde dem Stürmer nochmals 1972 zuteil, als Hadfield für die Mannschaft der Eastern Conference All-Stars auflief. Während der folgenden Jahre verbrachte Hadfield jeweils noch über 100 Strafminuten auf der Bank, machte jedoch gegen Ende der 1960er-Jahre vielmehr durch seine Scorerqualitäten auf sich aufmerksam. Gemeinsam mit Jean Ratelle und Rod Gilbert bildete er die G-A-G (Goal-A-Game) Line, eine effektive Angriffsreihe der New York Rangers.
Obwohl die Rangers mit dem Trio nicht den Stanley Cup gewannen, hatten diese einen entscheidenden Anteil an den konstanten Resultaten des Teams, das in der Saison 1971/72 die Finalspiele um den Stanley Cup erreichte und den Boston Bruins um Phil Esposito und Bobby Orr unterlag. Dies war auch die persönlich erfolgreichste Spielzeit von Hadfield in der NHL. In der regulären Saison hatte er mit 50 Toren und 106 Punkten seinen Karrierebestwert erreicht. Er war der erste Spieler in der Geschichte der New York Rangers, der in einer Spielzeit 50 Tore erzielte. Dieser vereinsinterne Rekord wurde in der Saison 1993/94 von Adam Graves gebrochen, der Hadfield mit 52 Treffern überflügelte. Im Anschluss wurde er ins NHL Second All-Star Team gewählt. Von 1971 bis 1974 war der Angreifer der Mannschaftskapitän der New York Rangers und wurde damit Nachfolger von Bob Nevin, der das Amt von 1965 bis 1971 ausgeführt hatte. Am 27. Mai 1974 gaben ihn die Rangers aus finanziellen Gründen in einem Tauschgeschäft für Nick Beverley an die Pittsburgh Penguins ab.
In Pittsburgh absolvierte der Flügelstürmer noch zwei persönlich erfolgreiche Spielzeiten, bevor er sich am 29. März 1976 in einer Begegnung gegen die Toronto Maple Leafs eine Knieverletzung zuzog, die wohl sein Karriereende besiegelte. In der Spielzeit 1976/77 bestritt er noch neun NHL-Spiele für die Penguins, bevor sich Hadfield entschied seine Karriere zu beenden. 2005 wurde Hadfield mit der Aufnahme in die Canada’s Sports Hall of Fame geehrt. Darüber hinaus sperrten die Rangers im Dezember 2018 seine Trikotnummer 11.

### International
Hadfield nahm mit der kanadischen Nationalmannschaft an der Summit Series 1972 teil. Im Verlauf der Serie kam er in zwei Begegnungen zum Einsatz, in denen der Linksschütze punktlos blieb. Der Stürmer zeigte sich verärgert über seine wenige Eiszeit im Team Canada. Nachdem er mit der Mannschaft nach Moskau gereist war und erfahren hatte, dass er für die restlichen Begegnungen gegen die sowjetische Nationalmannschaft wahrscheinlich nicht auflaufen würde, entschied sich Hadfield unverzüglich den nächsten Flug nach Kanada zu nehmen und vorzeitig abzureisen.

## Erfolge und Auszeichnungen
| - 1960 J.-Ross-Robertson-Cup-Gewinn mit den St. Catharines Teepees - 1960 Memorial-Cup-Gewinn mit den St. Catharines Teepees - 1960 OHA First All-Star Team - 1965 Teilnahme am NHL All-Star Game | - 1972 Teilnahme am NHL All-Star Game - 1972 NHL Second All-Star Team - 2005 Aufnahme in die Canada’s Sports Hall of Fame - 2018 Sperrung der Trikotnummer 11 durch die New York Rangers (gemeinsam mit Mark Messier) |

## Karrierestatistik

### International
Vertrat Kanada bei:
- Summit Series 1972

(Legende zur Spielerstatistik: Sp oder GP = absolvierte Spiele; T oder G = erzielte Tore; V oder A = erzielte Assists; Pkt oder Pts = erzielte Scorerpunkte; SM oder PIM = erhaltene Strafminuten; +/− = Plus/Minus-Bilanz; PP = erzielte Überzahltore; SH = erzielte Unterzahltore; GW = erzielte Siegtore; 1 Play-downs/Relegation; Kursiv: Statistik nicht vollständig)